# Lopster Wijmers

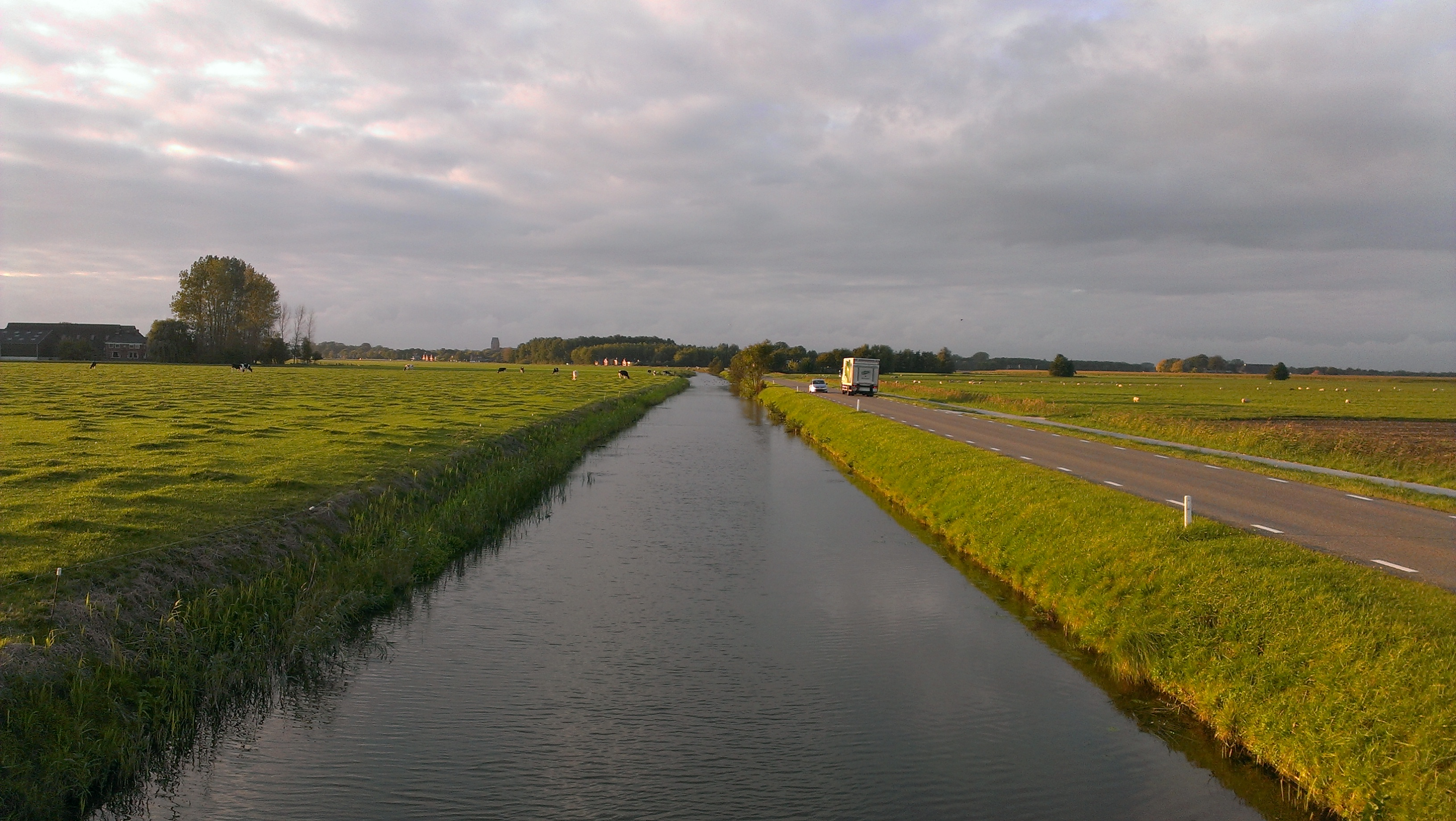
Lopster Wijmers en N 996, op de achtergrond Loppersum

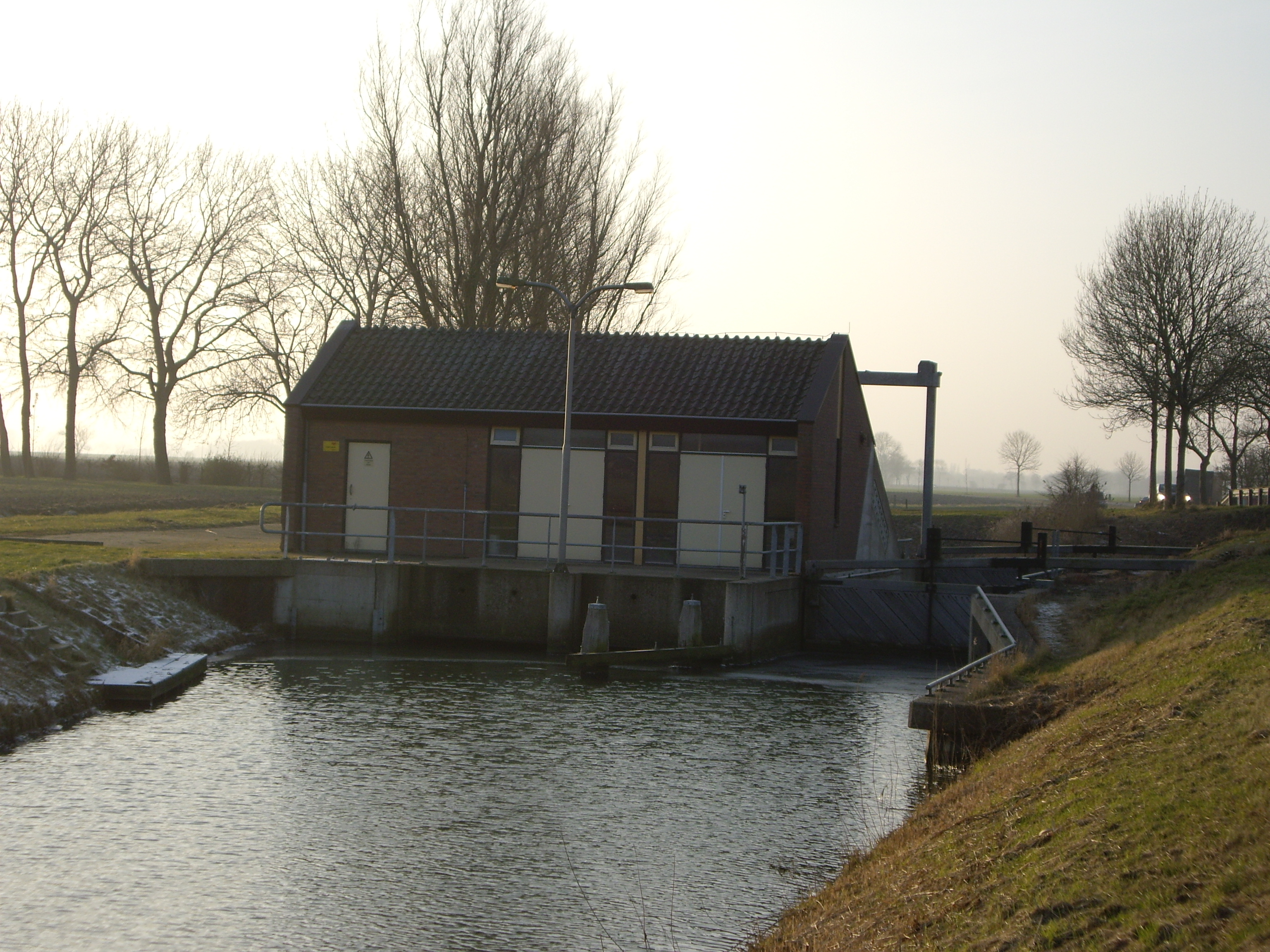
Gemaal Loppersum

De Lopster Wijmers of Loppersumer Wijmers is een kanaal dat van het Damsterdiep bij Garrelsweer naar Loppersum loopt.

## Loop
Bij de Lopster til in Garrelsweer ligt de kruising van de Wijmers met het Damsterdiep en loopt vandaar naar het noorden. De N360 passeert het kanaal middels een vaste brug. Vanaf de N360 ligt de N996 op de oostelijke oever van de Lopster Wijmers. In Loppersum liggen een ophaalbrug (Zwartelaan), een vaste brug (Nieuwe Tuinen) en een hefbrug over Wijmers. Daarna maakt de Wijmers een bocht richting het noordwesten. Even buiten het dorp ligt nog een vaste brug (Zwartelaan). Verderop ligt het gemaal Loppersum in de Wijmers met een kleine schutsluis. Hier eindigt de Lopster Wijmers. Het vervolg gaat aan de andere kant van het gemaal verder als Westeremdermaar naar Westeremden en heeft een ander wat meer bochtiger karakter.

## Recente historie
Tot de jaren vijftig of zestig van de 20ste eeuw is er beroepsvaart over de Wijmers geweest. Bijvoorbeeld turf werd aangevoerd en landbouwproducten werden afgevoerd naar en van Loppersum via de Wijmers. Een voorziening hiervoor was de zwaaikom aan de zuidkant van het dorp die aan het begin van de 21ste eeuw nog steeds aanwezig is. Ook de Snikke, de vaste trekschuiten naar Appingedam en Groningen, maakten gebruik van de Wijmers. In Groningen was het vaste aankomst- en vertrekpunt het Lopster Veerhuis, tegenwoordig aan het gedempte Damsterdiep. Daar vertrok de Snikke op doordeweekse dagen weer naar Loppersum om 14:00 uur. Zo was de Lopster Wijmers ook van belang als route voor het openbaar vervoer van en naar Loppersum. In het begin van de 21ste eeuw is de Lopster Wijmers geschikt voor pleziervaart.

## Oude en Boven Wijmers
Ook aan de zuidkant van het Damsterdiep ligt een water dat de Wijmers heet, de Oude Wijmers genaamd. Deze vormt het verlengde van de Lopster Wijmers, doorsneden door het Damsterdiep. Het verlengde daarvan tot het Schildmeer heette Boven Wijmers.
De Wijmers vormde oorspronkelijk een ontwateringskanaal voor de veengebieden rond het Schildmeer en later voerde het water uit het (verdwenen) Hoeksmeer af naar de (dichtgeslibde) Fivel.

## Naam
Wijmerts, Wijde Wijmerts, Ooster Wijmerts en Nauwe Wijmerts zijn tevens waternamen in Friesland. Het woord wijmers, woimers of wijmerik komt daarnaast in West-Friesland voor als naam voor gemeenschappelijke landerijen. Volgens de historicus Arian de Goede is het samengesteld uit wijd en -mark en zou het oorspronkelijk een 'wilgenbos in gemeenschapsbezit' betekenen. De naamkundige Wobbe de Vries dacht aan een woord wîme 'vlechtwerk' met de uitgang giwirki 'werk', zodat het woord wijmers iets als 'dijk' zou moeten betekenen, maar zijn collega Moritz Schönfeld had hierover grote twijfels. De naamkundige Karel Gildemacher rekent het tot de authentieke waternamen.